# 샌와킨강

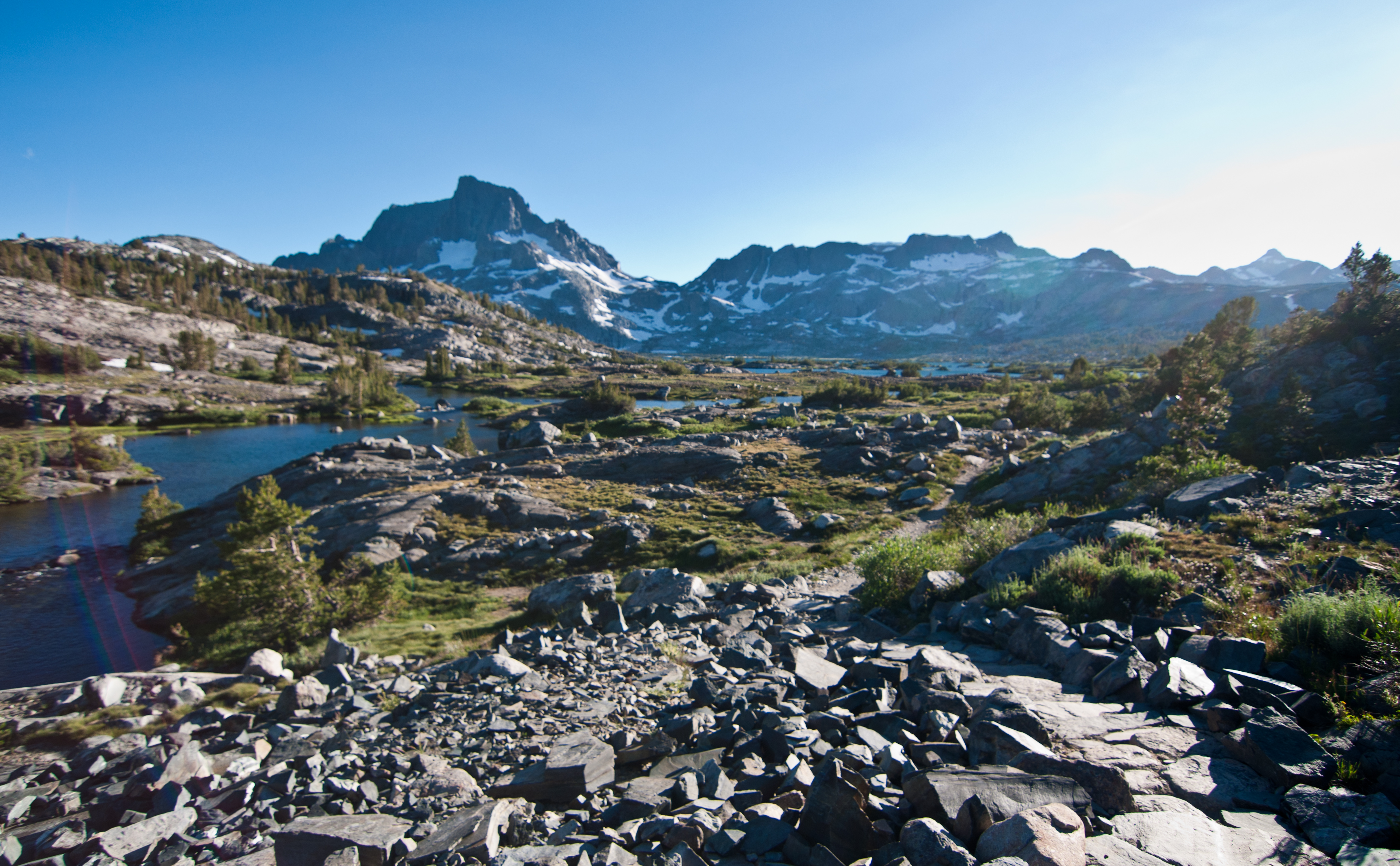
샌와킨강

샌와킨강(영어: San Joaquin River)은 미국 캘리포니아주 중부를 흐르는 하천이다.